# 1993 SC
Plutino (15789) 1993 SC werd ontdekt door Alan Fitzsimmons, Iwan Williams, en Donal O'Ceallaigh op 17 september 1993. 
1993 SC heeft een magnitude van ongeveer 21,7, en beweegt zich in een baan om de zon op een afstand van 32,4-47,1 AE in 251 jaar. Zijn diameter is 328 km.